# 萬人欽佩
萬人欽佩，是日本純種競賽馬匹。生涯主要出戰中距離賽事，曾勝出2017年青葉賞。

## 出賽前
2014年3月23日出生於北海道安平町北部牧場，成長途中被馬主近藤英子購入。
其後交由栗東訓練中心練馬師音無秀孝訓練。

## 競賽生涯

### 2歲
2016年9月25日出戰2歲新馬戰，比賽初段維持於後方位置，然而於直路上未能順利衝出，最終以第九大敗。
賽後，其被檢查出出現喘鳴症，因而進行手術並進入休養。

### 3歲
2017年3月復出出戰3歲未勝利戰，比賽初段保持於中後方位置，於進入直路後順利取位並爆發速度衝出，最終以1馬位優勢取得首勝，同時其1分45.8秒的完賽時間亦被同日同場同程的年長馬公開賽大阪城錦標快1.3秒。
4月1日出戰杜鵑花賞，比賽途中選擇於約莫第六的位置展開推進，通過對面直路時候開始發力衝刺，進入直路後繼續維持走勢，最終以3馬位優勢大勝而回。
其後出戰青葉賞，比賽初段以緩慢的速度進佔最後方位置等待時機，於對面直路中段開始在外檔位置加速上前，在最後彎道時經已處於第四左右。進入直路後，其隨即在所在位置突圍移出，爆發出優秀的末腳速度下成功超越前方對手，最終以2 1/2馬位優勢戰勝最好路向，亦以2分23.6秒的完賽時間打破紀錄。
5月28日出戰東京優駿（日本打吡），比賽初段因大外檔起步加上面對前1000米63.2秒的超慢步速而陷入苦戰，所幸於進入對面直路後隨即沿着外檔逐步上前嘗試打破局面。進入直路後，其於中檔外檔位置順利望空並轟出後600米33.3秒的末腳速度，雖然得以超越大部份對手，但仍然未能對率先透出的金之霸及文雅之士造成威脅，最終以第三完賽。
賽後進入休養並計劃於秋季以神戶新聞盃及菊花賞中作為目標，然而8月時候腳部出現不適繼續休養，最終直接跳過4歲生涯。

### 5歲
進入2019年，其原定於5月4日的公開賽都會錦標復出，但於訓練途中出現腸骨骨折的情況，因而再度進入休養，但於康復進度不佳下最終在10月27日退役。

### 詳細賽績
| 日期      | 舉辦國家 | 馬場 | 距離   | 級別 | 賽事名稱  | 負重 | 騎師     | 馬號 | 出馬 | 名次 | 時間   | 頭馬（二馬）   |
| --------- | -------- | ---- | ------ | ---- | --------- | ---- | -------- | ---- | ---- | ---- | ------ | -------------- |
| 25/9/2016 | 日本     | 阪神 | 草1800 |      | 2歲新馬   | 54   | 松若風馬 | 5    | 10   | 9    | 1:50.0 | Move the World |
| 5/3/2017  | 日本     | 阪神 | 草1800 |      | 3歲未勝利 | 56   | 松若風馬 | 6    | 15   | 1    | 1:45.8 | （俊男和真）   |
| 1/4/2017  | 日本     | 阪神 | 草2400 |      | 杜鵑花賞  | 56   | 杜滿萊   | 3    | 8    | 1    | 2.30.0 | （羅布臣峰）   |
| 29/4/2017 | 日本     | 東京 | 草2400 | GII  | 青葉賞    | 56   | 杜滿萊   | 10   | 12   | 1    | 2:23.6 | （最好路向）   |
| 28/5/2017 | 日本     | 東京 | 草2400 | GI   | 東京優駿  | 57   | 杜滿萊   | 18   | 18   | 3    | 2:27.2 | 金之霸         |

## 退役後
退役後，萬人欽佩成為了配種馬，於北海道浦河町East Stud休養，在2020年進行配種。首批子嗣於2021年出生。可於2023年出賽，9月9日已經有中央的賽駒在新馬賽中取勝。

## 血統簡介
父系大震撼爲日本賽駒，爲日本賽馬史上第二匹無敗三冠馬，生涯出戰十四場賽事僅得兩場未能勝出，退役後配種成績亦極爲優秀。祖父週日寧靜是美國三冠賽雙冠馬，退役後在日本配種，在日本馬壇相當成功，贏得多項分級賽事，其子嗣贏得巨額獎金。
母系Scarlet為日本馬匹，生涯無出賽記錄。外祖父吉兆爲美國生產的日本賽駒，生涯戰績彪炳，曾於2002年及2003年連霸秋季天皇賞及有馬紀念。

### 血統表
| 父線：週日寧靜系（Halo系）                       |                             |              |                 |
| 種馬 大震撼 2002年（棗色）                       | 週日寧靜 1986年（棕色）     | Halo         | Hail to Reason  |
| 種馬 大震撼 2002年（棗色）                       | 週日寧靜 1986年（棕色）     | Halo         | Cosmah          |
| 種馬 大震撼 2002年（棗色）                       | 週日寧靜 1986年（棕色）     | Wishing Well | Understanding   |
| 種馬 大震撼 2002年（棗色）                       | 週日寧靜 1986年（棕色）     | Wishing Well | Mountain Flower |
| 種馬 大震撼 2002年（棗色）                       | 風中秀髮 1991年（棗色）     | Alzao        | 利法爾          |
| 種馬 大震撼 2002年（棗色）                       | 風中秀髮 1991年（棗色）     | Alzao        | Lady Rebecca    |
| 種馬 大震撼 2002年（棗色）                       | 風中秀髮 1991年（棗色）     | Burghclere   | Busted          |
| 種馬 大震撼 2002年（棗色）                       | 風中秀髮 1991年（棗色）     | Burghclere   | Highclere       |
| 繁殖雌馬 Scarlet 2005年（棗色）                  | 吉兆 1999年（深棗色）       | Kris S.      | 雷弼圖          |
| 繁殖雌馬 Scarlet 2005年（棗色）                  | 吉兆 1999年（深棗色）       | Kris S.      | Sharp Queen     |
| 繁殖雌馬 Scarlet 2005年（棗色）                  | 吉兆 1999年（深棗色）       | Tee Kay      | Gold Meridian   |
| 繁殖雌馬 Scarlet 2005年（棗色）                  | 吉兆 1999年（深棗色）       | Tee Kay      | Tri Argo        |
| 繁殖雌馬 Scarlet 2005年（棗色）                  | Grace Admire 1994年（棗色） | 東來兵       | Kampala         |
| 繁殖雌馬 Scarlet 2005年（棗色）                  | Grace Admire 1994年（棗色） | 東來兵       | Severn Bridge   |
| 繁殖雌馬 Scarlet 2005年（棗色）                  | Grace Admire 1994年（棗色） | Ballet Queen | 鞍匠井          |
| 繁殖雌馬 Scarlet 2005年（棗色）                  | Grace Admire 1994年（棗色） | Ballet Queen | Sun Princess    |
| 雌系：Ballet Quee系（號族：1-l）                 |                             |              |                 |
| 五代內近親交配：Hail to Reason 4×5、北地舞人 5×5 |                             |              |                 |

## 命名由來
名字Admirable（アドミラブル）意思為「令人欽佩」、「值得讚賞」，香港則取其意，翻譯為「萬人欽佩」。

## 外部連結
- 萬人欽佩 netkeiba.com
- 血統表